# Luis Padura Elorza
Luis Padura Elorza (Beotegui, Álava, 1945) es un herrero, artesano del hierro y de la forja español, que recibió el Premio Nacional de Artesanía en 1987.

## Biografía
Nació en 1945 en la localidad alavesa de Beotegui, perteneciente al concejo de Menagaray-Beotegui, situado en el municipio de Ayala. Su vida ha estado ligada a la forja y a la escultura. Su profesión, que al mismo tiempo fue su afición, le fue transmitida desde el siglo XVI a través de varias generaciones de la familia. Su abuelo Julián tuvo una fragua rural en Beotegi. Es citado por Micaela Portilla como autor de los herrajes de la puerta de entrada a la iglesia del convento de Quejana. Su padre, Juan Padura, que tuvo otro taller también en Beotegi, fue conocido por sus ruedas de “reja”.
A pesar de no tener descendencia, Luis Padura abrió las puertas de su taller, y ha compartido sus conocimientos sobre el oficio de la forja tradicional con varios discípulos como Oier Elorduy e Iñaki Canterla.
Mantenía clientes de su abuelo, de Álava, Vizcaya, La Rioja y el norte de Burgos que encargan rejas para ventanas y balcones o pizas férreas de lámparas y apliques.
El escudo familiar tiene dos martillos y una tenaza que sujetan el hacha y la leyenda «Con hierro al fuego, Padura labre siempre su ventura».

### Trayectoria profesional
Experto en metalurgia experimental ha colaborado en diversas investigaciones históricas y arqueológicas para rescatar y documentar cómo se obtenía hierro, partiendo del mineral, con métodos que los ferrones vascos utilizaron durante siglos, con hornos de aire (haizeola) hasta la aparición del horno alto.
En 2009 participó en unas jornadas arqueometalúrgicas en Alemania y desde entonces investigó y realizó extracciones de hierro a partir de minerales de su zona en hornos que él mismo construye, y divulgando la técnica y su experiencia.
Padura también ha hecho difusión de la actividad de los ferrones y ha impartido docencia en varios talleres, en la Escuela taller en Orduña, en la Fundación Lenbur de Legazpia, en el taller de empleo Kolitxa de Valmaseda y de talla de madera en la Escuela Artística Valle de Llanteno de la que es socio fundador desde hace 30 años.

### Trayectoria divulgativa y educativa
Miembro de la junta administrativa de Llanteno en varias legislaturas, ha sido también presidente de la Asociación Artística del Valle de Llanteno desde donde promueven una intensa actividad cultural y educativa no reglada en las Escuelas de Llanteno, en forma de talleres, cursos y exposiciones que permiten formar en distintas disciplinas, sobre todo artísticas y artesanas, a quienes viven en el valle, y que han convertido el inmueble en un ejemplo de inclusión educativa.
Además ha colaborado en exposiciones y exhibiciones que en diversas ferrerías y fraguas se han hecho en varios lugares de la comarca, así le hemos visto haciendo exhibiciones en la fragua de Pablo Respaldiza en Arceniega durante la feria del mercado medieval o en la extraordinaria ferrería de El Pobal en Musques que hoy es un centro de interpretación de visita obligada para todos aquellos que quieran conocer como se manipulaba el hierro en las ferrerías desde hace siglos.
Desde 2001 hasta 2010 impartió en Valmaseda talleres de forja, organizados por el INEM.

### Trayectoria cultural
Además de la actividad ligada al manejo de los materiales hierro, piedra o madera, ha sido un gran estudioso e impulsor de la historia de la Tierra de Ayala llegando a ser colaborador directo sobre el terreno ayalés de Micaela Portilla en su obra del Catálogo Monumental de la Diócesis de Vitoria.
Ha colaborado con el Museo de Arceniega, la Ferrería de El Pobal, y Museo de la Minería del País Vasco.

## Obras

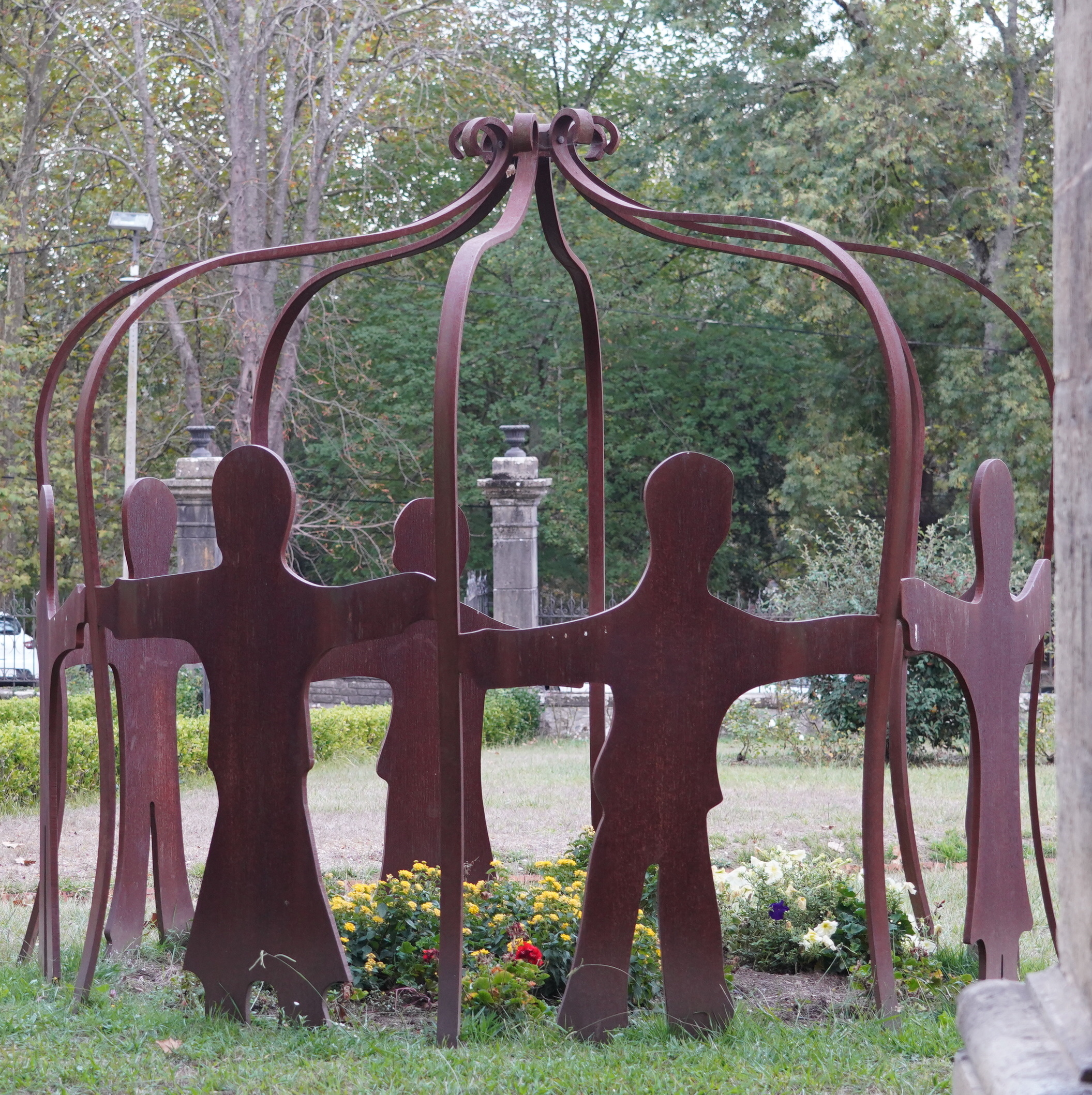
Nuestra Señora de la Encina (Arceniega)

- Esculturas públicas, desde clásicas hasta modernas en varias localidades vascas (Valmaseda,[16] Sopuerta, Arceniega[17] y Menagarai).[3] En Valmaseda en varias plazas públicas existen obras suyas, entre ellas sobresale una dedicada a “las pucheras” que eran las cazuelas que los maquinistas del tren de La Robla utilizaban para cocer las alubias. En Menagarai tiene una escultura dedicada a Emakumeen Taldea y una estela dedicada al colegio de monjas Amor Misericordioso. En Llanteno dentro del parque de las esculturas al aire libre de las Escuelas de Llanteno, hay varias de sus obras.

- Escultura ‘Montañero de Babio’ realizada en 1972 en el monte Babio.[18] por encargo del club de montaña Gazteiz y realizado aprovechando piezas metálicas de desecho soldadas.[19]
- El monte San Pedro de Beraza o Askuren también lleva una cruz buzón realizada en el año 1973 por encargo del club Mendiko Lagunak de Amurrio.
- La iglesia de San José en Amurrio lleva en su decoración exterior una imagen del santo realizada en 1975 mediante pletinas de hierro.
- Realizó una réplica de la Virgen del Cabello, de apenas 34 centímetros de altura en la que invirtió nueve meses de trabajo, que se conserva en el museo de Quejana, y fue entregada al papa Juan Pablo II cuando visitó la Basílica de Loyola en 1982.[2]

- En los jardines del Santuario de Nuestra Señora de la Encina, unas figuras abrazadas en forma de corona.
- En torno a un eje Ayala-Encartaciones, se encuentran varias decenas de esculturas suyas en lo que el propio autor ha bautizado como la ruta: “Al borde del camino” en referencia a la colocación y ubicación de las esculturas. Una ruta de 34 piezas a un lado y al otro de la carretera de Amurrio a Sopuerta. Aunque la mayoría están trabajadas en hierro, también ha trabajado la piedra.[6]
- Estelas funerarias en hierro para diversas personas.

## Premios y reconocimientos

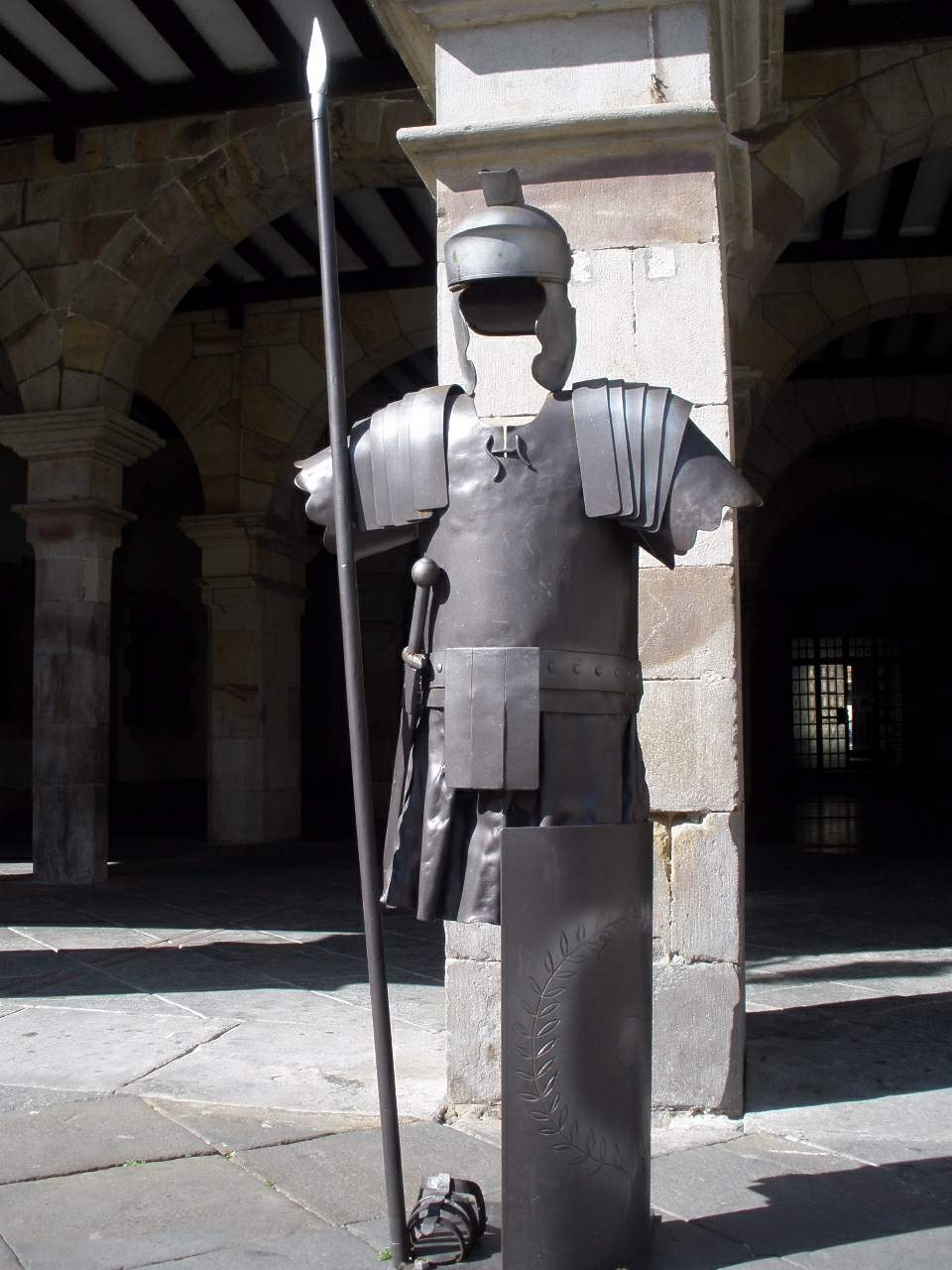
Romano de Luis Padura en Valmaseda

- 1987 Primer premio en el III Concurso Nacional de Diseño en Artesanía con la obra "Reja de Ventana" en la que aparecen 24 nudos. El trabajo fue expuesto en la presentación de la Expo de Sevilla de 1992.[20]
- 2021 “Diálogo entre dos generaciones de herreros” homenaje a Luis Padura. Encuentro y demostración especial en la fragua de la Ferrería de El Pobal en Musques, a cargo de Oier Elorduy y Luis Padura.[21]
- 2022 Homenaje Luis Padura en el monte Babio.[18]